# Bridge to Grace
Bridge to Grace es una banda estadounidense de rock alternativo formada en 2012, el grupo ha publicado un EP titulado Staring in the Dark y un álbum de estudio nombradas Orígenes y su primer álbum de estudio titulada Origins. 

## Historia

### Orígenes y comienzos
Alrededor de 2007 a 2008, guitarrista Alex Cabrera y bajista Christian Lowenstein ambos asistieron a la Escuela de Rock en Atlanta, Georgia. Años después, el vocalista David García y el percusionista, Justin Little se unieron al conjunto que con el tiempo se convertiría en el puente de la Gracia.

### Staring in the Dark(2013-2014)
A finales de 2013, la banda lanzó su debut cinco canciones EP Staring in the Dark producido por Rick Beato. Antes de la publicación de este trabajo, la banda grabó ocho canciones adicionales, cuyas versiones grabadas no se había hecho a disposición del público en ese momento. García afirmó que la banda decidió guardar las pistas adicionales y "andar en cinco canciones cabo". Poco después, en enero de 2014, "The Fold", el primer sencillo de la banda, fue lanzado a la radio.

### Origins(2015-presente)
En el primer trimestre de 2015, el grupo lanzó a la radio "Bitch", su segundo sencillo. El 25 de agosto de 2015, la banda lanzó su video de "Everything", un sencillo de Origins, que era, por lo el tiempo, para ser su próximo álbum de estudio debut. Al día siguiente, la banda celebró una fiesta de lanzamiento del CD de forma gratuita en el Gruñón azul en Springfield, Illinois. Dos días después, el 28 de agosto de 2015, Origins el debut álbum de estudio de la banda, que fue producido por Rick Beato, fue publicado a través de Run Registros largas.
La banda estuvo de gira con Full Devil Jacket en septiembre de 2015, y llevará a cabo a lo largo de los Estados Unidos en octubre de 2015, con la banda americana de hard rock Pop Evil.

### Recreo (2017 - actualmente)
En 25 de agosto de 2017, la banda anunciaba que estaban en recreo.

## Estilo e influencias musicales
Bridge to Grace se ha descrito como metal alternativo, nu metal, post-grunge y rock alternativo,  con García tiene "un rango vocal comparable a Brent Smith de Shinedown".

## Miembros
- David García - voz principal (2012-presente)
- Alex Cabrera - guitarra principal (2012-presente)
- Justin Little - percusión (2012-presente)
- Christian Lowenstein - guitarra baja (2012-presente)

Línea del tiempo

## Discografía
Álbumes de estudio
- 2015: Origins

EPs
- 2013: Staring in the Dark (EP)